# Kajsa Ernst
Kajsa Ernst (Göteborg, 4 agosto 1962) è un'attrice svedese.

## Biografia
Ha iniziato a recitare all'età di 16 anni al Nöjesteatern di Malmö e ha studiato alla Teaterhögskolan di Malmö.
È stata sposata con l'attore Göran Stangertz dal 2009 fino alla sua morte nel 2012.

## Filmografia

### Cinema
- L'amore non basta mai - regia di Maria Blom (2004)
- Wallander – Mörkret - regia di Stephan Apelgren (2005)
- Små mirakel och stora - regia di Jon Lindström (2006)
- Il testamento di Nobel - regia di Peter Flinth (2012)
- I dodici sospetti - regia di Agneta Fagerström-Olsson (2012)
- Studio Sex - regia di Agneta Fagerström-Olsson (2012)
- Il lupo rosso - regia di Agneta Fagerström-Olsson (2012)
- Finché morte non ci separi - regia di Ulf Kvensler (2012)
- Freddo sud - regia di Peter Flinth (2012)

### Televisione
- Paragraf 9 - serie TV (2003)
- Graven - serie TV (2004)
- Medicinmannen - serie TV (2005)
- Kronprinsessan - serie TV (2006)
- Brandvägg - serie TV (2006)
- Bota mig! - serie TV (2006)
- Kungamordet - serie TV (2008)
- Hotell Gyllene Knorren - serie TV (2010)
- Drottningoffret - serie TV (2010)
- Anno 1790 - serie TV (2011)
- Finaste familjen - serie TV (2016-2019)
- Omicidi a Sandhamn - serie TV (2017)
- Stjärnorna på slottet - serie TV (2018)
- Fartblinda - serie TV (2019)
- Sommaren 85 - serie TV (2020)
- Huss - serie TV (2021)
- Sanningen - serie TV (2023)

## Riconoscimenti
- 2005 - Guldbagge
  - Premio Guldbagge per la miglior attrice non protagonista : L' amore non basta mai